# Blue Streak (Cedar Point)
Blue Streak in Cedar Point (Sandusky, Ohio, USA) ist eine Holzachterbahn der Konstrukteure Frank D. Hoover und John C. Allen und des Herstellers Philadelphia Toboggan Coasters mit der Seriennummer 131, die am 23. Mai 1964 eröffnet wurde.
Der Name Blue Streak bedeutet so viel wie Blauer Zug. Allerdings ist nicht nur der Zug blau gefärbt, sondern – abgesehen von den Schienen – die ganze Bahn.
Sie ist die älteste Achterbahn im Park.

## Fahrt
Die Strecke besitzt ein klassisches Out-and-Back-Layout. Nach dem Verlassen der Station erreicht der Zug nach einer Linkskurve den 23,8 m hohen Lifthill. Oben angekommen erwartet die Fahrgäste eine 21,9 m hohe Abfahrt von 45°. Es folgen einige Hügel, bis der Zug das eine Ende der Strecke erreicht. Dort macht der Zug eine 180°-Linkskurve, sodass er parallel entgegengesetzt zur bisherigen Streckenführung fährt. Hier besitzt die Strecke ebenfalls einige Hügel, bevor er in die überdachte Schlussbremse fährt.

## Züge
Blue Streak besitzt zwei Züge mit jeweils vier Wagen. In jedem Wagen können sechs Personen (drei Reihen à zwei Personen) Platz nehmen. Dadurch ist eine maximale Kapazität von 1400 Personen pro Stunde möglich.